# 鉄道電話

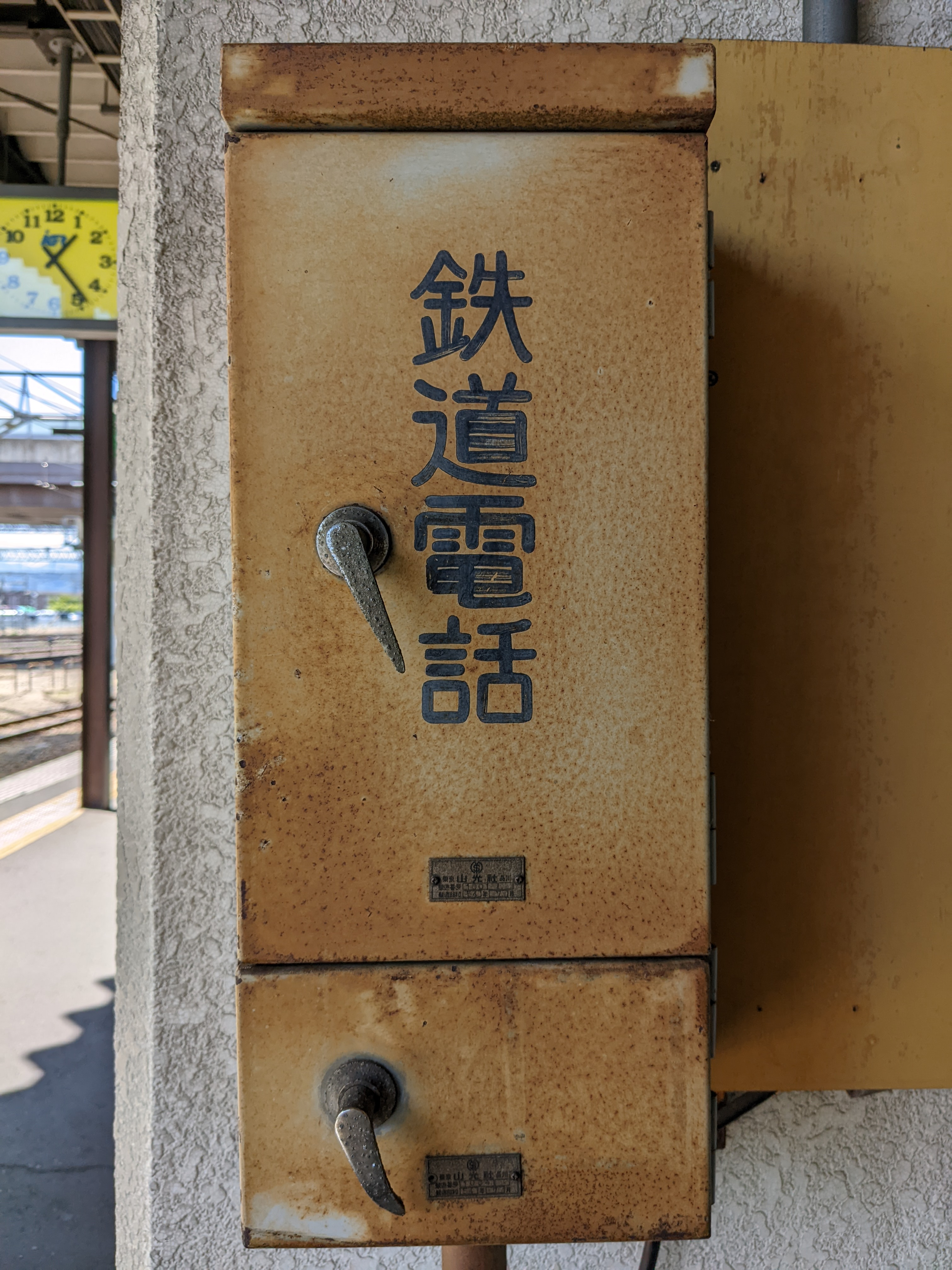
駅に設置されている鉄道電話

鉄道電話（てつどうでんわ）とは、鉄道事業者の内線電話である。列車運行の保安などのために、公衆交換電話網の障害に影響されない通信網として整備されている。

## 日本における鉄道電話

### 歴史
日本初の鉄道電話は、1880年（明治13年）12月1日、神戸駅 (兵庫県) - 三ノ宮駅間14町56間1尺（約1629m）の既設電信線に増架する形で開通した。
鉄道電話が整備される以前、日本国有鉄道（国鉄）では業務連絡を電報で行っていたため、モールス符号を修得した専門職・通信士（電信技師）が必要であった（電報略号 (鉄道)も参照）。
電信技師を不要とするため、運転指令所と各停車場間に指令電話が整備された。やがて、手動電話交換機が導入され、現業機関同士の連絡が容易となったが、交換手に申し込んでから通話まで1時間待ちになるなど回線容量は逼迫しており、業務連絡には短波回線も使用していた。
1954年（昭和29年）、通信網の改善通達が発せられ、青森函館間で運用成績の良かったマイクロウエーブ回線を増備することになった。当時、一般家庭の加入電話は少なく、急ぎの連絡手段としては（列車）電報が多くを占めていた。
その後、日本電信電話公社（電電公社）と国鉄が全国即時通話網の構築を競い合うことになり、1961年（昭和36年）、国鉄は電電公社よりも早く、全国マイクロウエーブ網・自動交換機による全国ダイヤル即時通話を完成させ、200ボーで座席予約システムマルス、放電破壊式プリンタによる文書伝達システムや、初代貨物運用システム（IBM製）の運用を始めた。
一方で鉄道電話本来の役目である指令電話としては1962年（昭和37年）に発生した三河島事故、翌1963年（昭和38年）に発生した鶴見事故を受けて、列車防護無線の導入が為され、これに取って代わられることになった。駅業務に関しても、列車の運行に関わるものはATSの導入による自動閉塞化、自動CTCによる集中制御化がなされたため使われなくなり、駅が列車に対して関知するものは悪天候など不測の事態の指令センターへの通報のみとなってしまった。他に現在受け持っている本来の役目は地上側からの非常電話や非常ボタンなど一般からの鉄道障害の報知用となっている。
1984年（昭和59年）から鉄道路線に付随した光ファイバーの敷設が始まり、設立間もない国鉄系の電気通信事業者である日本テレコム（初代法人）がそれをバックボーンとした固定電話サービスを提供するようになった。後に運営を引き継いだソフトバンクの携帯電話回線やSoftBank光も鉄道路線の光ファイバーをバックボーンとしている。1990年代以降は、駅のインターホン・監視カメラ・案内表示板・駅自動放送・自動改札機・自動券売機と統合した省力化システムなど、回線容量の増大を反映した種々の機能が追加された。2000年代に入り、一部の事業者でIP網化も行われるようになっている。

### 民営鉄道
民営鉄道（私鉄・第三セクター鉄道）のものは、社内および鉄道系の子会社だけで用いられ、外部の者が加入することなどは通常できない。近鉄グループの鉄道車両製造メーカーである近畿車輛が、近畿日本鉄道（近鉄）の鉄道電話回線を導入しているのはそのような事情と、近鉄沿線に自社の車両製造工場を有しているため。また、線路沿いに私設通信回線が引かれているため、沿線でないところでは利用できない。
指令電話としての役目は、国鉄 - JRと同様、列車防護無線とATS導入により限定されたものになっている。ただし、大手私鉄では唯一京浜急行電鉄のみは集中司令室を設けているも自動化しておらず、常時列車防護無線と駅からの電話情報によって人力で操作されている。

### 放送設備との融合
前述のように、一部の鉄道会社では、鉄道電話と放送設備を融合させたシステムを持つ。駅のホームやコンコースの放送設備に電話番号を付与し、その番号に電話をかけることにより、遠隔地から駅ホームの放送を行うのである。
本社、指令所、他の駅など、鉄道電話のある所ならどこからでも放送ができる。列車ダイヤが乱れたときに無人駅へ案内放送を行う場合によく使われる。放送の終わりにはプッシュホンを操作したときの音がするため、容易に判別することができる。JR東日本新潟支社やJR西日本岡山支社、米子支社、福知山支社などでは異常時の放送にとどまらず、常時より自動放送を用いて放送装置の設置されている管理駅や指令所から電話回線を用いて自動的に放送を流すシステムが構築されている。これを導入している駅では、やはり放送の終わりにプッシュホンを操作したときの音がするため容易に判別することができる。

### JR電話サービス（JRほっとライン）
1987年（昭和62年）4月1日の国鉄分割民営化以降、JRグループの鉄道電話業務はJR通信（鉄道通信株式会社）が行っていた。JR通信は日本テレコムとの合併、固定通信部門のソフトバンクテレコムへの分離、ソフトバンクグループの再編を経て、現在はソフトバンクが基幹通信網の業務を行っている。
現在のJR電話サービスは、ソフトバンクがJRグループおよびその関連企業向けに提供している定額制の電話サービスであり、JRほっとラインとも呼ばれる。
ソフトバンクの電話交換機に加入者負担で鉄道電話の専用線を接続することで、JRグループおよび子会社以外の企業でも申し込むことができるが、申し込みができるのは国鉄の承継法人等相互間および承継法人等の業務に関連する業務を取り扱う者との間に限られている。実例として、鉄道工事・保守事業者、鉄道車両製造メーカー、鉄道部品製造メーカー、旅行代理店、ホテル、一部の駅弁製造事業者、鉄道警察隊等がそれに該たり、鉄道専門新聞社および時刻表出版社の交通新聞社、JTBパブリッシングの鉄道時刻表編集部、鉄道貨物協会、鉄道雑誌出版社の交友社や鉄道ジャーナル社や電気車研究会やネコ・パブリッシングのRail Magazine編集部、鉄道産業と関係がないところではJR東日本が出資しているジェフユナイテッド株式会社（Jリーグ・ジェフ千葉の運営会社）も導入している。専用の電話帳（JRダイヤル帳）も発行されている。導入している企業、もしくは部署の社員の名刺には電話番号がJRとNTTで二段書きされているケースが多い。
また、JRと直通運転をしている会社のほとんどが導入している。関連会社では、NTT回線と異なるルートによる二重化の意味合いもある（旅行会社などは、通常はNTT回線を使用するように指導されている）。
指令回線はJR本体が運用しているが、東京から福岡への通信など基幹回線網はソフトバンクが運用業務を行っている。
国鉄のマイクロ回線設備は、（那須や鈴鹿などの山脈越えを除き）できる限り国鉄用地内に設置する方針で建設され、基本的には駅周辺での利用となるが、JR線から離れたところに引き込む場合、NTTの専用線を最寄の接続点（POI）まで敷設することにより利用できる。全国の日本交通公社の支店が典型的な例であった。
電話番号は7桁で、1桁目はNTT等など公衆回線同様にゼロであり、最初の3桁は地域を表す。NTTの固定電話と全く同じ音声周波数帯域を用いたアナログ回線であるから、市販の電話機が使えるだけでなく、FAXを利用することもできる。
番号は「0XY-ZZZZ」のようになる。先頭の3桁（0XY）は局番号、続く4桁は加入番号と呼ばれ、同一局番号内であれば局番号なしに架電することができる。Xは2 - 9が割り当てられており、Yは地域の拠点に1が割り当てられている。NTTの市外局番とは連動せず、03地域でも東京、新宿、田端と別の局番号が割り当てられている。
市外局番が相似しているのは、昭和20年代、一般公衆通報は、電電公社と国鉄が拮抗しており、どちらも基盤インフラをめざして、同様の市外局番を導入したことにある。市外番号をダイヤルすると、ピー音が鳴り、途中のクロスバ交換機が段階的に接続し、音が止まると接続が完了する。平成に入り電子交換機へ更新が進み、この音は聞かれなくなった。
特殊なJR電話として、VHF帯を使用した国鉄（JR）自動車電話があり、手動交換により、全国のJR電話と通話できるシステムが1993年（平成5年）頃まで使用されていた。
新幹線では、UHF空間波を使い手動交換で接続していたが、LCX化以降はダイヤル即時通話が可能である。電話番号は、固有番号に列車番号を加えた番号である。
駅間ごとに電話番号を割り振った沿線電話があり、保線作業や非常時に、開通させて使用する。
局番号の例
- 021:札幌
- 022:室蘭
- 023:函館
- 024:旭川
- 025:名寄
- 026:北見
- 027:釧路
- 031:仙台
- 032:郡山
- 033:盛岡
- 034:一ノ関
- 035:青森
- 036:秋田
- 037:山形
- 041:新潟
- 042:長岡
- 043:高崎
- 044:宇都宮
- 051:東京
- 052:横浜
- 053:八王子
- 053-7:国立
- 054:田端
- 055:水戸
- 056:千葉
- 057:東京
- 058:新宿
- 061:名古屋
- 062:岐阜
- 063:静岡
- 064:豊橋
- 065:金沢
- 066:敦賀
- 067:長野
- 068:松本
- 071:大阪
- 072:神戸
- 073:姫路
- 074:天王寺
- 075:松阪
- 076:和歌山
- 077:福知山
- 078:京都
- 081:広島
- 083:下関（NTTの市外局番も083）
- 084:岡山
- 085:米子
- 086:高松
- 087:松山
- 091:門司
- 092:博多（NTTの市外局番も092）
- 093:早岐
- 094:熊本
- 095:鹿児島
- 096:大分

JRグループ企業においても、IPセントレックスを導入して契約数を減少させる動きもある。
2006年（平成18年）3月1日には、トランスネットとの提携により携帯電話機にJR電話番号を付与し、携帯電話からJRほっとラインにかけることができる「JR携帯電話サービス」を開始している。このサービスは公式には明らかにされていなかったが、2009年3月11日付『交通新聞』でその存在が明らかになった。
2025年（令和7年）4月14日、JR電話サービスを運営しているソフトバンクが、サービス設備老朽化に伴い、2026年（令和8年）4月1日に新規受付を停止し、2027年（令和9年）3月31日をもってサービスを終了する事を発表した。なお「JR携帯電話サービス」も同時にサービスを終了する予定。

## インドにおける鉄道電話
インド国鉄 (Ministry of Railway) は政府機関であるが、その運営は各種鉄道サービスの収益で賄われており、旅客･貨物輸送事業のほか、売店事業や保険事業とあわせて鉄道電話・インターネット関連事業も運営している。